# مسجد مرکزی لیسبون
مسجد مرکزی لیسبون (پرتغالی: Mesquita Central de Lisboa) مهم‌ترین مسجد جامعه اسلامی پرتغال است. که در سال ۱۹۸۵ میلادی در جهت خدمت به جامعه مسلمانان پایتخت پرتغال، لیسبون افتتاح شد.
مسجد مرکزی لیسبون توسط معمارانی نظیر آنتونیو ماریا براگا و ژائو پائولو کانسیسائو طراحی شد. ویژگی‌های خارجی این بنا شامل یک مناره و گنبد است. همچنین این مسجد شامل سالن‌های پذیرایی، سالن نمازخانه و سالن اجتماعات است.